# 1996

## Wydarzenia w Polsce
- 1 stycznia – Annopol, Małogoszcz, Narol i Sośnicowice odzyskały prawa miejskie[1].
- 7 stycznia – odbył się IV finał Wielkiej Orkiestry Świątecznej Pomocy.
- 19 stycznia – premiera filmu Pestka w reżyserii Krystyny Jandy.
- 24 stycznia – premier Józef Oleksy złożył dymisję po tym, jak postawiono mu zarzut szpiegostwa (afery Olina).
- 26 stycznia – rząd Józefa Oleksego podał się do dymisji.
- 2 lutego – premiera filmu Nic śmiesznego.
- 5 lutego – Włodzimierz Cimoszewicz został wyznaczony na stanowisko premiera Polski.
- 7 lutego – powołanie rządu Włodzimierza Cimoszewicza.
- 8 lutego – premiera filmu Girl Guide.
- 18 lutego – przeprowadzono referendum uwłaszczeniowe (32% frekwencji).
- 28 lutego:
  - wiceadm. Ryszard Łukasik zastąpił adm. Romualda Wagę na stanowisku dowódcy Marynarki Wojennej.
  - założona została fundacja La Strada, Fundacja Przeciwko Handlowi Ludźmi i Niewolnictwu (do roku 2006 pod nazwą Fundacja Przeciwko Handlowi Kobietami).
- 11 marca – premiera filmu Dzieje mistrza Twardowskiego.
- 18 marca – odbyło się pierwsze losowanie Multi Lotka i jednocześnie pierwsza transmisja losowań gier Totalizatora Sportowego nadawana w telewizji Polsat.
- 21 marca:
  - 30 tys. młodzieży uczestniczyło w Warszawie w „marszu milczenia” po zabójstwie studenta Wojciecha Króla.
  - premiera filmu Słodko gorzki w reżyserii i według scenariusza Władysława Pasikowskiego.
- 22 marca – z linii produkcyjnej zjechał pierwszy autobus produkcji Neoplan Polska, tym samym rozpoczęła się historia Solaris Bus & Coach – największego polskiego i jednego z największych w Europie producentów autobusów miejskich.
- 25 marca – rozpoczęła się wizyta brytyjskiej pary królewskiej.
- 28 marca – w Gdańsku rozpoczął się proces oskarżonych o sprawstwo kierownicze śmierci 44 osób w grudniu 1970.
- 1 kwietnia – pojawił się pierwszy numer czasopisma dla graczy gier komputerowych CD-Action.
- 4 kwietnia – została utworzona Policja sądowa.
- 10 kwietnia – wystartował Eurosport Polska.
- 14 kwietnia – proklamowano Dzień Ludzi Bezdomnych.
- 17 kwietnia – przed Trybunałem Stanu rozpoczęła się rozprawa osób odpowiedzialnych za tzw. aferę alkoholową.
- 24 kwietnia – na stacji Shella przy ul. Ostrobramskiej w Warszawie, w wyniku wybuchu bomby podłożonej przez nieznanych sprawców zginął st. asp. Piotr Molak, funkcjonariusz Wydziału Antyterrorystycznego Komendy Stołecznej Policji.
- 26 kwietnia:
  - Sejm Rzeczypospolitej Polskiej uchwalił ustawę o Służbie Więziennej.
  - premiera filmu Szabla od komendanta w reżyserii Jana Jakuba Kolskiego.
- 29 kwietnia – premiera filmu Cwał w reżyserii Krzysztofa Zanussiego.
- 8 maja – Adam Zieliński został rzecznikiem praw obywatelskich.
- 10 maja – premiera komediodramatu Pułkownik Kwiatkowski w reżyserii Kazimierza Kutza.
- 11 maja – premiera filmu sensacyjnego Młode wilki w reżyserii Jarosława Żamojdy.
- 20 maja – wznowił działalność odbudowany po pożarze z 1994 roku Teatr Polski we Wrocławiu.
- 24 maja – premiera filmu sensacyjnego Gry uliczne w reżyserii Krzysztofa Krauzego.
- 2 czerwca – uruchomiono portal internetowy Onet.pl.
- 8 czerwca – powstała Akcja Wyborcza Solidarność.
- 18 czerwca – powstała Katowicka Specjalna Strefa Ekonomiczna.
- 21 czerwca – stoczniowcy demonstrowali w Warszawie przeciwko planom likwidacji Stoczni Gdańskiej.
- 27 czerwca – w Warszawie podpisano polsko-litewską umowę o wolnym handlu.
- 1 lipca – utworzono Park Narodowy „Bory Tucholskie”.
- 9–11 sierpnia – odbył się międzynarodowy kongres Świadków Jehowy ph. „Posłańcy pokoju Bożego” w Warszawie i Łodzi.
- 12 lipca – Polska przyjęta do Organizacji Współpracy Gospodarczej i Rozwoju.
- 8 sierpnia – powołano Komitet Integracji Europejskiej.
- 9 września – powołano Radę Języka Polskiego.
- 16 września – powstała sieć telefonii komórkowej Era.
- 17 września – w Polsce rozpoczęła działalność komercyjna, płatna, amerykańska sieć telewizyjna HBO.
- 20 września – Warszawa: odbył się koncert króla muzyki pop Michaela Jacksona w ramach trasy koncertowej HIStory (120 000 widzów).
- 1 października – powstała sieć komórkowa Plus.
- 3 października – Wisława Szymborska otrzymała literacką Nagrodę Nobla.
- 11 października – premiera filmu Wirus.
- 12 października – częściowe zaćmienie Słońca.
- 23 października – Sejm uchwałą umorzył postępowanie w sprawie pociągnięcia do odpowiedzialności konstytucyjnej i karnej osób związanych z wprowadzeniem i realizacją stanu wojennego w tym Wojciecha Jaruzelskiego.
- 25 października – premiera filmu Panna Nikt.
- 22 listopada:
  - Polska została członkiem OECD.
  - premiera filmu Poznań 56.
- 26 listopada – zakończono dystrybucję powszechnych świadectw udziałowych.
- 4 grudnia – wystartowała polska wersja telewizyjnego kanału dokumentalnego Planete.
- 5 grudnia – Sejm RP przyjął ustawę o zawodzie lekarza.
- 6 grudnia:
  - wystartował kanał telewizyjny RTL 7.
  - założono Związek Miast Nadwiślańskich.
- 16 grudnia – powstało i rozpoczęło nadawanie Radio Gniezno.
- Ludność Polski osiągnęła 38,294 mln osób (największa w historii).
- Obchody 400-lecia Stołeczności Warszawy.
- Ostrów Wielkopolski i Gdynia, jako pierwsze miasta w Polsce, wyemitowały obligacje komunalne.